# 東京メトロ1000系電車

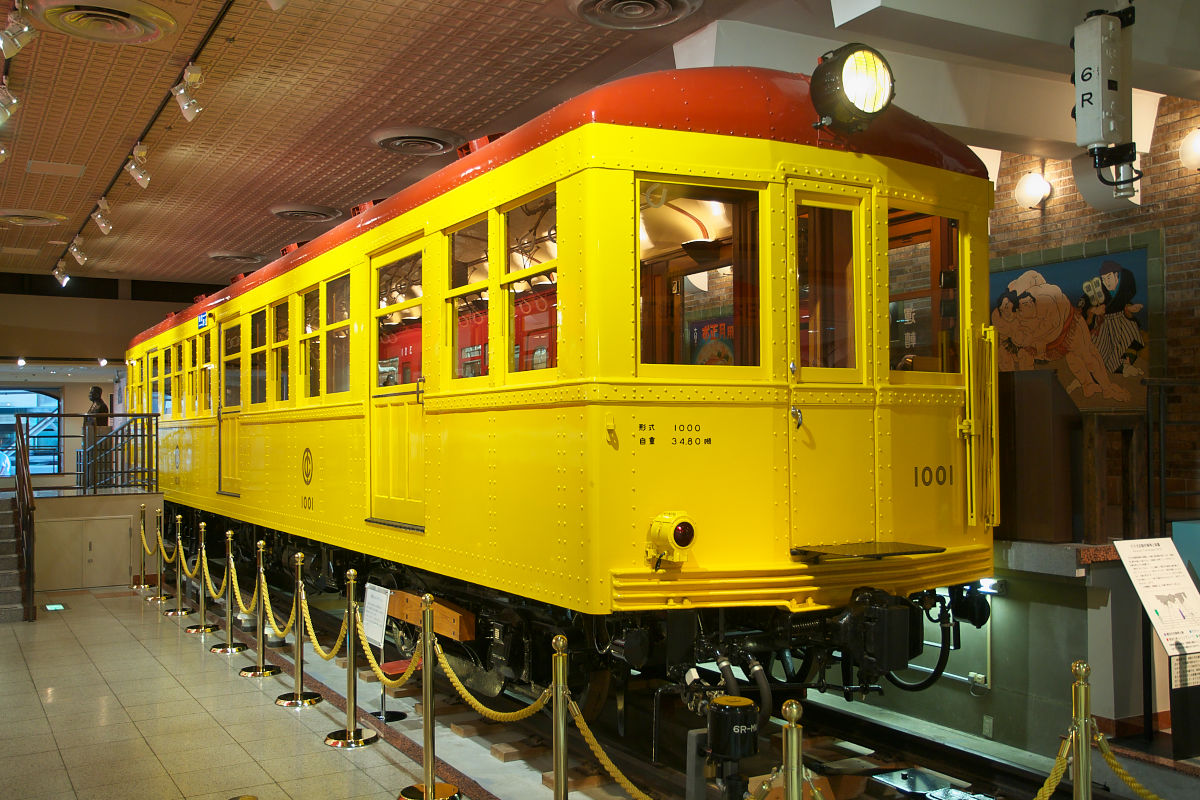
モチーフとされる東京地下鉄道1000形電車（地下鉄博物館に復元保存されている車両）

東京メトロ1000系電車（とうきょうメトロ1000けいでんしゃ）は、東京地下鉄（東京メトロ）銀座線用の通勤形電車。2012年（平成24年）4月11日より営業運転を開始した。

## 概要
1983年（昭和58年）から銀座線で運用されている01系が初期車の落成から25年以上が経過し、老朽化が進んでいることや、丸ノ内線用02系と同様に大規模改修工事を施工したとしても、中型車である02系と比べて01系はより小形なために、ワンマン運転機器や改修工事に合わせた新形機器が搭載できないという問題点などがあり、置き換え用の車両として開発された。
形式称号は、東京メトロ移行後に設計された新型車両では、狭軌・架空電車線方式の新型車両は10000番台の形式称号を使用しているが、本形式は「軌間と電気の供給方式が異なる」「他の路線と区別する」ため、4桁の形式称号とした。
2013年（平成25年）に地下鉄車両では初となる鉄道友の会ブルーリボン賞を受賞した。

## 車体
以下は1次車（第01編成）を基本として記載し、増備車（2次車以降）については後述記述欄に記載する。
アルミニウム合金の中空押出し形材を使用したダブルスキン構造をFSW（摩擦攪拌接合）で接合した構造としている。万が一のオフセット衝突事故に備えて、従来の妻面の車体端角部の構造は、車体端角部が三角に面取りされた形状としていたが、そこに強度の大きい三角形を基本とした、肉薄の三角形の板を重ねた構造の形材を使用して補強されており、フラットな形状としている。また、将来の廃車時におけるリサイクルを考慮して車体に使用されるアルミ合金の材質統一が図られている。
外観デザインは「歴史ある銀座線1000形を髣髴（ほうふつ）とさせる、どことなくレトロな感覚を醸し出すデザイン」を目指したものとした。このことから、1927年（昭和2年）に「東洋初の地下鉄」として上野駅 - 浅草駅間が開業した当時に運用されていた東京地下鉄道1000形電車をモチーフとしたレトロ調のデザインで、検査場所の中野工場には車体塗装施設が廃止されていたことから、当時の車体色を表現するために車体全体をレモンイエロー色、屋根部には鉛丹色のカラーフィルムを貼り付ける「フルラッピング車両」とした。
車体のラッピングは地下鉄博物館に展示中の1000形を参考にし、開発者は何度も地下鉄博物館に通い、色合いを確認した。モデルになった1000形はドイツ・ベルリン地下鉄を参考にしてレモンイエローで塗装され、第二次世界大戦後、担当者の記憶にもとづいて塗り直すなどしていたが、社内では「次第に色が濃くなった」との指摘が出ていた。
レモンイエロー色の車体には銀座線のラインカラーを基調としたオレンジとホワイト、さらに東京メトロのコミュニケーションマークの背景色（「ハートM」の右側にある「東京メトロ」ロゴの背景色）「ダークブルー」の3色を配している。
前照灯はかつて銀座線で運用されていた2000形の形状をモチーフとした前面上部設置形で、日本国内の鉄道車両では東海旅客鉄道（JR東海）313系電車3次車で初採用されたLED式であるが、特に「主灯としては」日本国内の鉄道車両で初採用となるものである。
本系列の警笛は有楽町線・副都心線向けの10000系と同様の仕様となっており、仕組みは2段踏み式であり、1段目は旧型車の音色であるトロンボーン笛、2段目まで踏み込むと通常の空気笛が吹鳴する。

## 車内設備
車内デザインは「最近の新造車両を踏襲した、近代的かつ機能的、高品質なデザイン」を目指したもので、レトロ調の外観とは一転して、内装はデザイン性やサービス向上、バリアフリー化を図ったものとしている。
内装カラーは白色の内板を基調としたものとして、車内を明るく広がりのあるものとして開放感と清潔感を感じさせるものとした。妻面と袖仕切板には銀座線の発祥の地でもあり、台東区の花でもある「サクラ」をアクセントとした桜柄入りのピンク色を配置した。床敷物は薄いクリーム色とした。車内は千代田線用の16000系に引き続いて荷棚底面や袖仕切の一部・車両間貫通扉に強化ガラスを使用したものとして車内に開放感を持たせたものとした。
座席表地は一般席は明治時代のレンガ建築物(銀座煉瓦街）を連想させる茶色系の煉瓦柄とし、優先席は浅草・雷門を連想させる赤色とした。座席構造は片持ち式のバケットシートで、座席形状やクッション材を改良することで従来よりも座り心地を向上させている。
本系列の座席配置は1人分の座席掛け幅を 460mm 確保することや出入口横に適度な立席スペースを確保するため、ドア間を6人掛けの配置とし、車端部は4人掛けとした。このうち、6人掛け座席間にはスタンションポール（縦握り棒）を1本配置している。
室内灯にはLED照明を採用することで、従来の蛍光灯よりも約40%の省エネルギー化が実現されている。さらに色温度を蛍光灯の約4,200Kから約5,000Kへと高くして、より車内を明るく・温かみのあるものとした。また、本系列では無電区間通過時における室内灯照度の低下が完全に無くなっている（先代の01系では無電区間通過時に照度が多少落ちていた）。
車両間貫通扉は全面ガラス構成とされており、ガラス扉には衝突防止の表記として銀座線の路線図をモチーフに、同線の沿線名所のアイコンイラストを配置したデザインを採用した。
バリアフリーへの配慮として、客用ドア下部には床面との識別をしやすくするために黄色着色を施した「出入口識別表示板」を、客用ドア上部にはドア開閉時または乗降促進放送使用時に赤く点滅する「ドア開閉表示灯」を設置している。ドアチャイムは10000系などと同じタイプ3打点タイプである。
車椅子スペースは両先頭車の車端部に配置している。特に優先席部では前述した座席表地の色調変更のほか、付近のつり革および座席端の袖仕切縦握り棒をオレンジ色着色として識別している。また、荷棚高さについては01系の高さ1,800mmから1,700mmへ（一般席・優先席とも）、優先席を意識して各車端部のつり革高さは1,660mmから1,580mmへと低下させて使いやすさの向上を図っている。
冷房装置は01系よりも約40%能力向上を図った23.26 kW (20,000kcal/h) 出力品（集約分散形）を屋根部に埋め込む形で2台搭載しており、車内の快適性を向上させている（1両あたり46.51 kW・40,000kcal/h）。冷房装置本体については01系用の厚さ245mmから、本系列用は厚さ210mmとしており、車内天井高さの拡大に寄与している。
2020年11月26日から2021年2月下旬までを目処に、当形式の1車両を使い各ドア横の荷棚上部に三菱電機製の車内空気循環ファンを計6台設置し搭載試験を実施する。鉄道車両への試験搭載は今回が初。今回の試験で装置内部のフィルターへの影響など鉄道車両での使用における保守性を試験し、結果を踏まえ今後の運用について総合的に判断する予定。

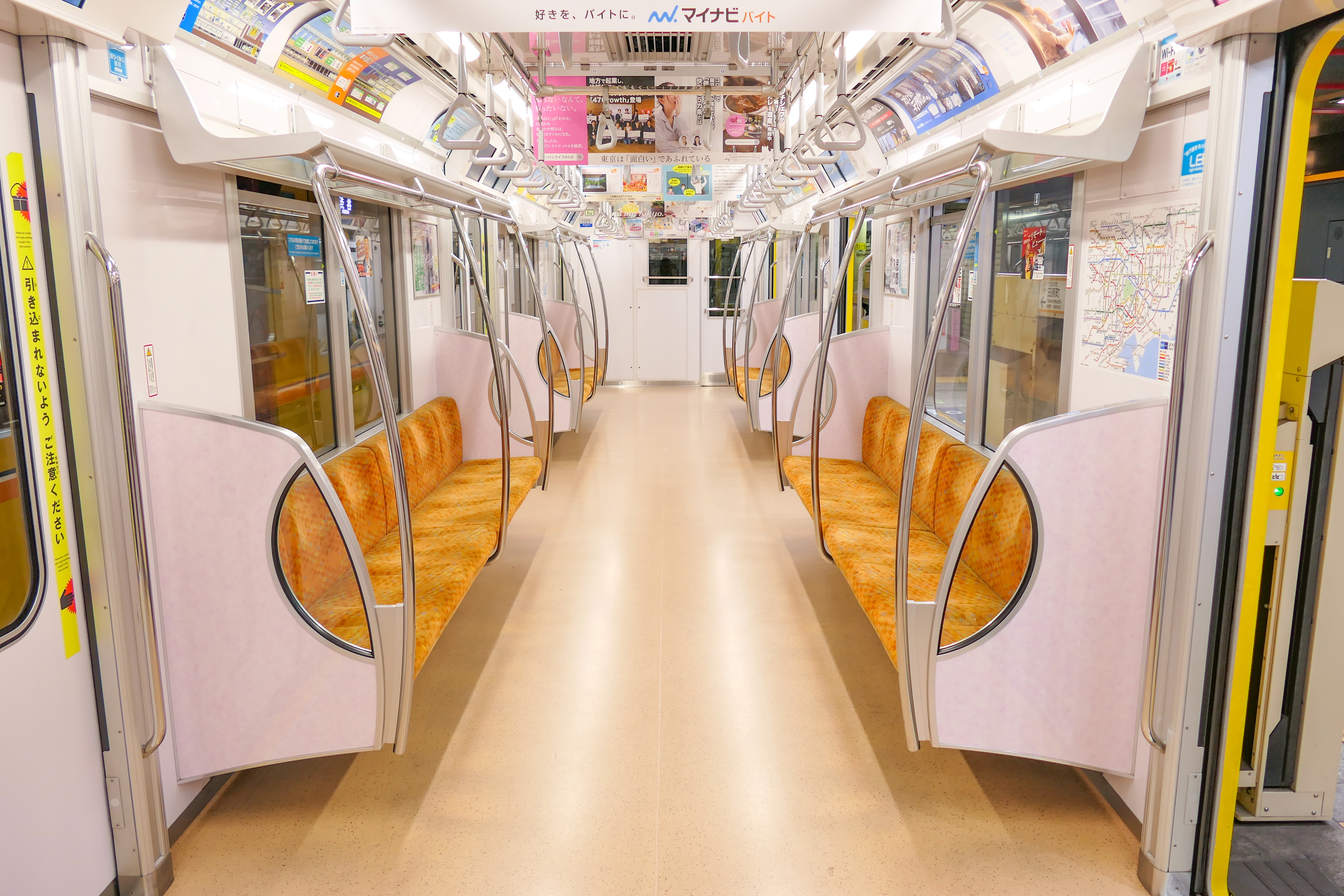
車内
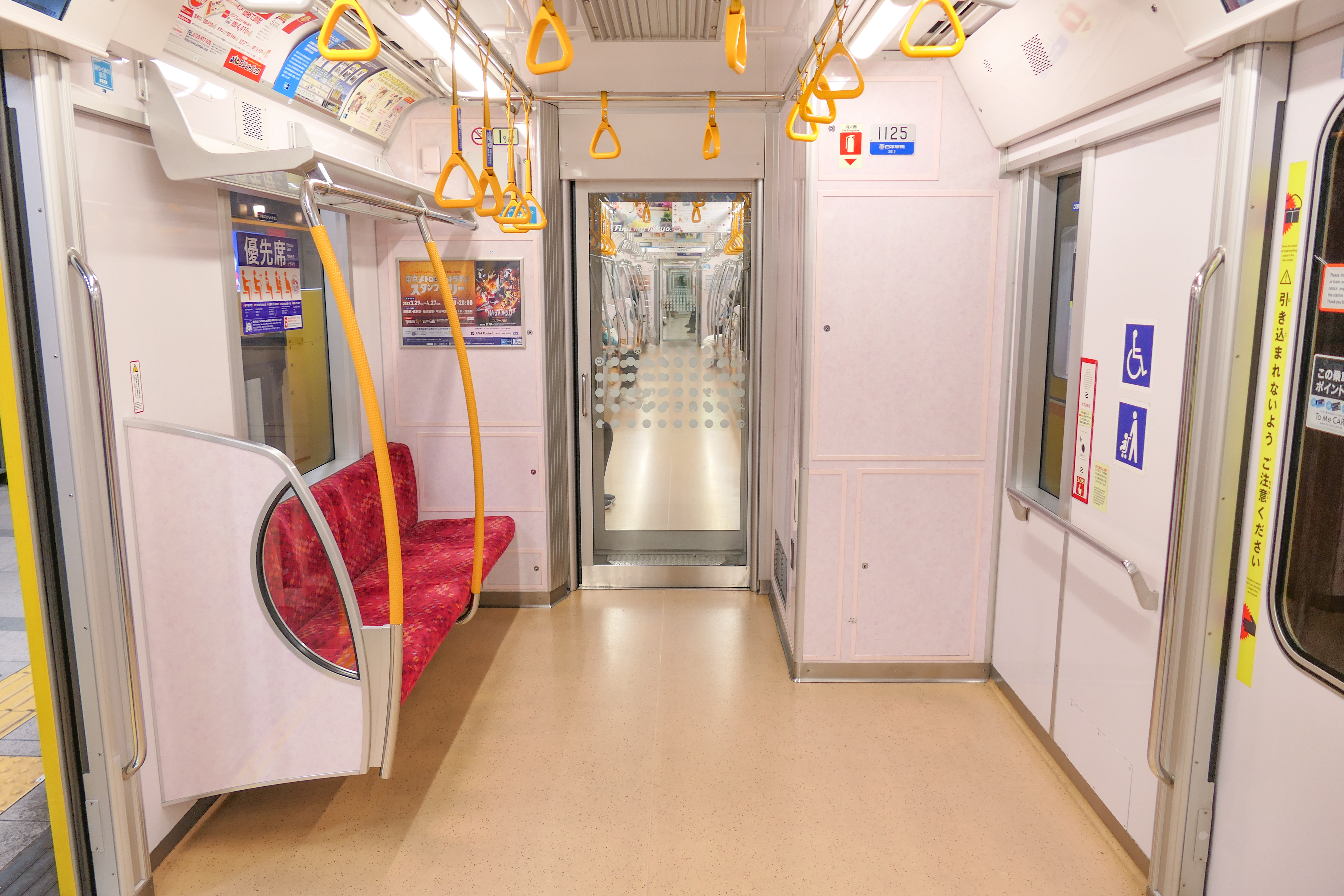
優先席と車椅子スペース

### 旅客案内機器
車内の各ドア上部には17インチ液晶ディスプレイ (LCD・TVIS) を用いた車内案内表示器を設置した。LCD画面は2画面が設置され、左側の画面はTokyo Metro ビジョンの広告動画用として、右側の画面は行先案内・乗り換え案内等の旅客案内用として使用する。
行先表示器（前面運行番号表示器も含む）は視認性に優れた白色LEDを採用している。第21編成から第38編成まではフルカラーLED式とした。行先表示器は01系では前面表示器のみであったが、本系列では側面にも表示器を設置しており、行先表示に加えて浅草駅の到着ホームによってエレベーターや都営浅草線との乗り換えの利便性が異なる関係で新たに浅草駅の到着番線（1番線着・2番線着を表示）を表示する機能を追加している。さらに2017年（平成29年）3月までに行先の左に駅ナンバリングの表示が追加された。

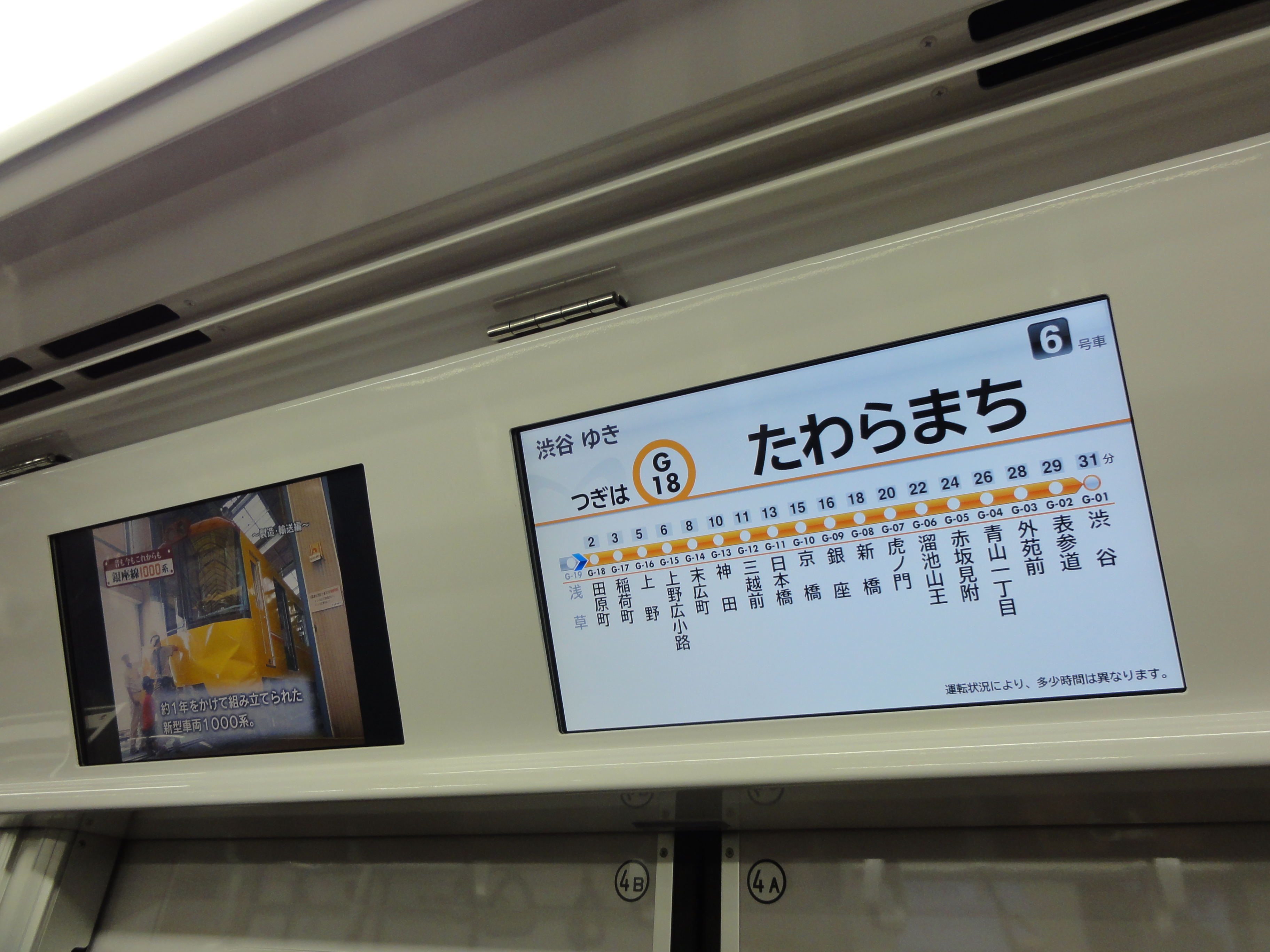
第33編成以前の2画面のLCD式車内案内表示器
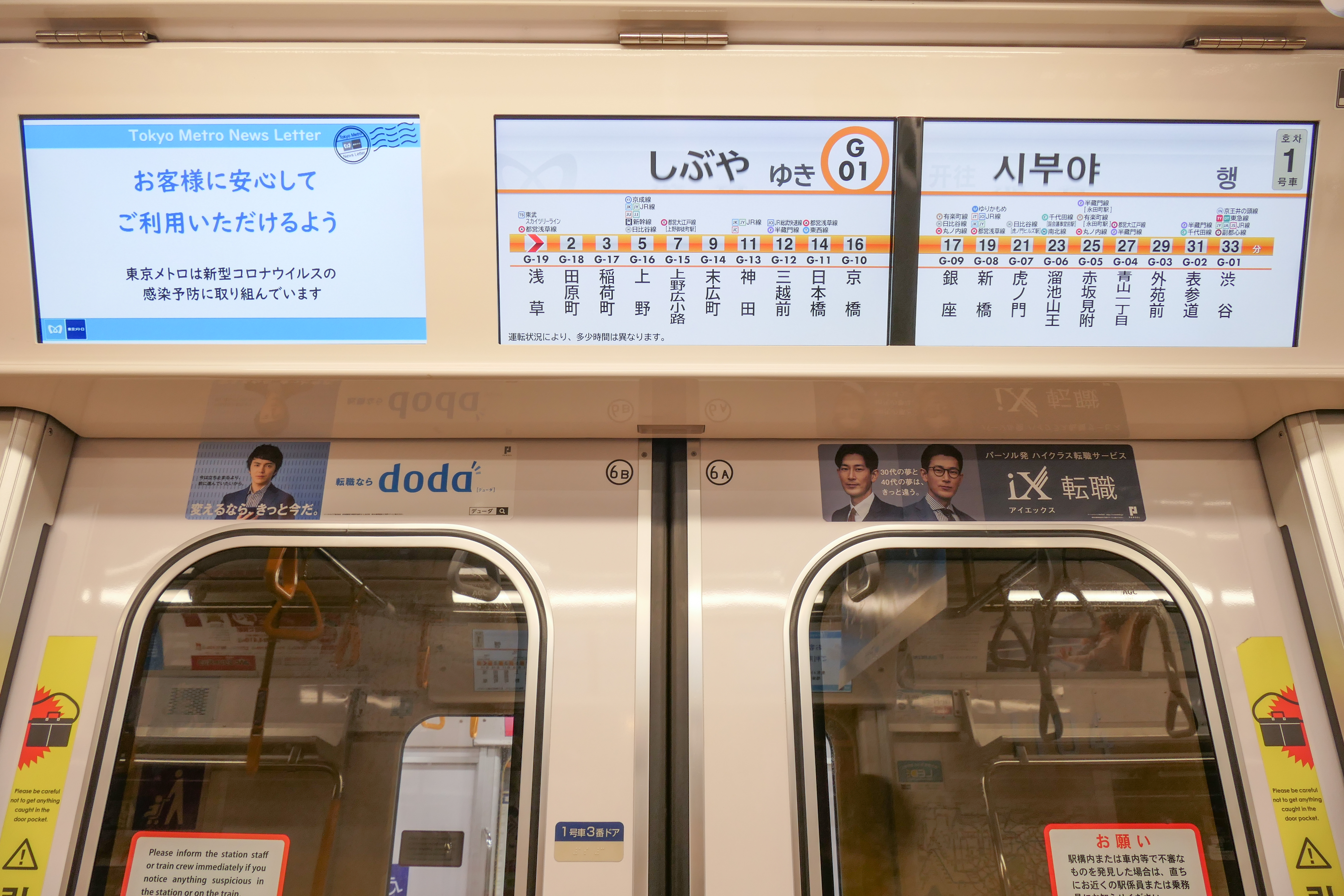
第34編成以降は製造時から設置されている3画面のLCD式車内案内表示器
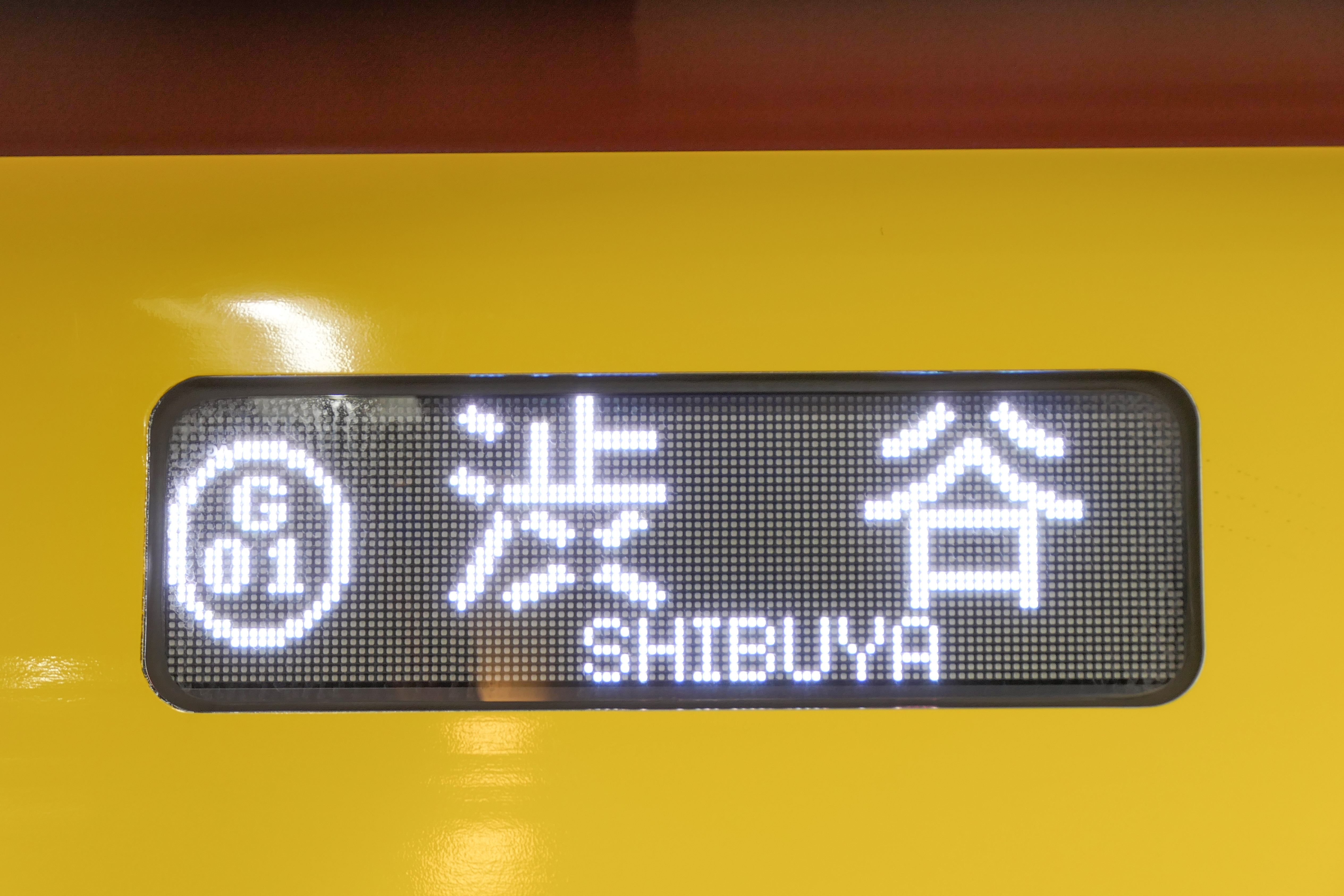
車体側面の行先表示器

### 乗務員室
運転台は銀座線用車両としては初めてとなるT字形ワンハンドルマスコンおよび速度計・圧力計・表示灯等の計器類を液晶モニターに集約したグラスコックピット構造を採用した。なお、T字形ワンハンドルマスコンには、デッドマン装置が付いている。
この液晶画面は正面パネルに2画面、右側部に1画面が設置されており、通常は正面パネルの左側を計器表示用として、右側を車両制御情報管理装置 (TIS) 用として使用するほか、残るもう1画面は正面パネル画面の故障時のバックアップ用として使用する。
放送装置には自動放送装置を搭載しているほか、車外案内用として車外放送用スピーカーを設置している。

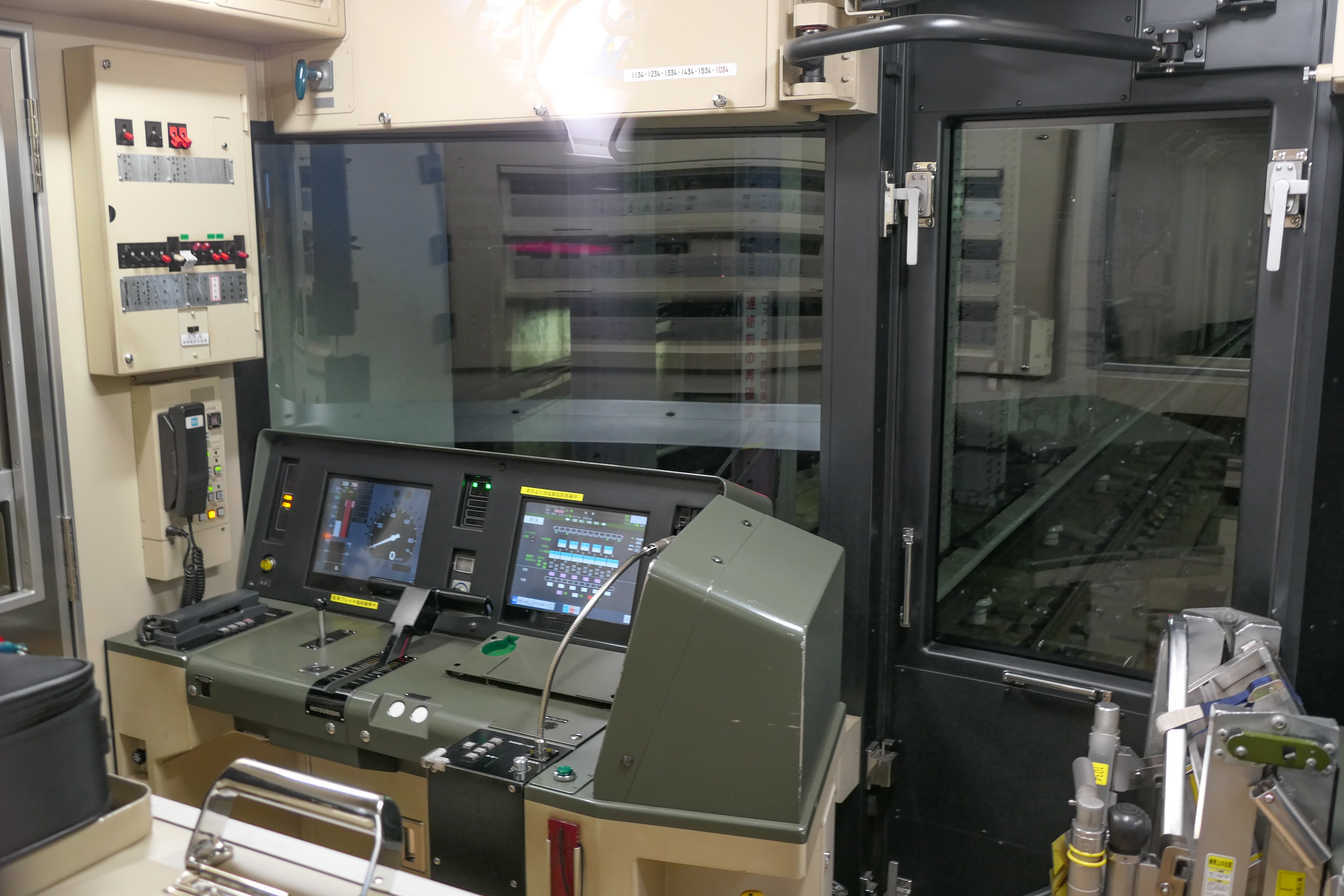
運転台

## 走行機器
制御方式には千代田線16000系や丸ノ内線02系大規模改修車に続いて永久磁石同期電動機（PMSM）を用いたVVVFインバータ制御方式を採用した。
制御装置はIGBT素子を使用した東芝（4次車は東芝インフラシステムズ）製2レベルVVVFインバータ装置（レゾルバレス・ベクトル制御・純電気ブレーキ対応）を採用した。電動機制御はPMSMを採用したことにより、モーターの回転子の回転に同期した制御が必要となるため、インバータ1基で1基の主電動機を制御する1軸個別制御方式の1C1M制御を1群とし、インバータ装置は2群分の制御回路を1台のインバータユニットに集約した「2in1形」インバータ装置を採用することで装置の小形化を実現している。装置は1200形・1500形では4個モーター制御（1C1M4群制御）とし、1200形では自車と隣接する1100形と1300形の各1軸を、1500形では自車と隣接する1000形と1400形の各1軸を制御し、1300形では2個モーター制御（1C1M2群制御）とし、自車と隣接する1400形の各1軸をそれぞれ制御する。
主電動機（東京メトロ形式：MM-S2B形・メーカー形式SEA-534A形）は1時間定格120kW出力の回転子に永久磁石を使用した永久磁石同期電動機（PMSM・電圧400V・電流198A・定格回転数1,890rpm）で、従来の三相誘導電動機よりも高効率の使用ができる（従来の92%を96%まで向上）。永久磁石は信越化学工業製の「レア・アースマグネット」を使用している。また、電動機自体の発熱がないことから冷却装置が不要となるため、全密閉方式とすることで騒音低減も図られている。歯車比は109:14 (7.79) と高めにとっている。
補助電源装置はIGBT素子を使用した140kVA容量の三菱電機製静止形インバータ (SIV) で、直流600Vを入力し、三相交流200Vを出力する。車両内で使用する全ての電源をまかなうもので、編成で2台を搭載する。
空気圧縮機 (CP) は、近年の新造車で実績のあるスクロール式ユニットコンプレッサを採用している。この装置は小容量のコンプレッサ3台と除湿装置など周辺機器も含め1台の箱に集約したもので、低騒音や保守性に優れたものである。吐出量は1,600L/minで、編成で2台が搭載される。
保安装置は車内信号式新CS-ATCのほか、定位置停止装置（TASC装置）を搭載している。ただし、TASC装置はATO装置のTASC機能のみを使用するとされており、ATO装置の機能自体は準備工事とされている。

### 台車

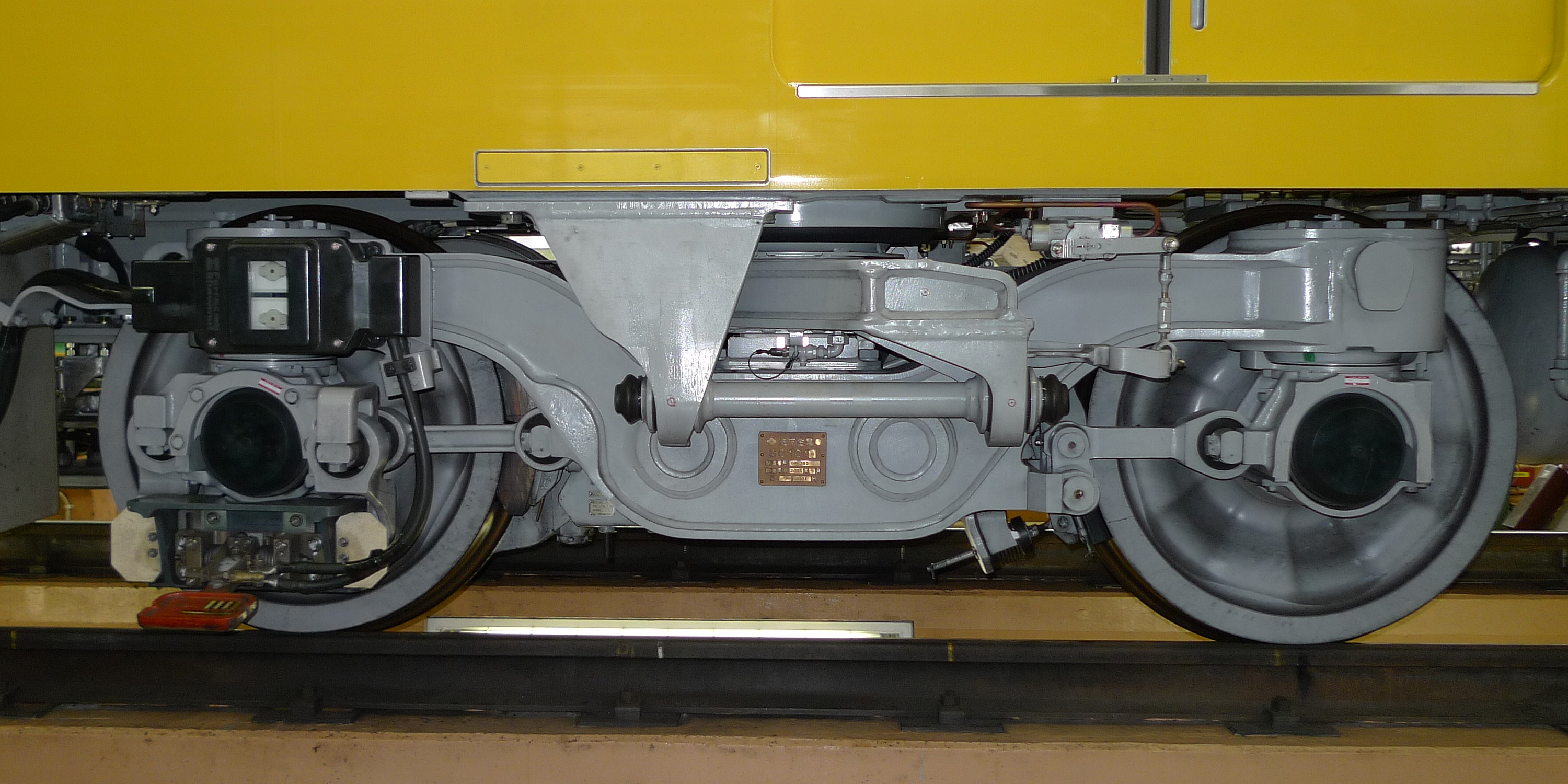
SC101形、向かって右側の輪軸が操舵軸となっている

台車は住友金属工業（現・日本製鉄）と東京メトロが共同で研究・開発した軸箱支持装置がモノリンク式のボルスタ付き自己操舵機能台車SC101形を採用した（住友金属工業（当時）と住友商事の共同受注）。これは走行安定性の向上や急曲線の多い銀座線の曲線通過性能の向上を図るために採用されたものである。。公益社団法人発明協会が主催する全国発明表彰において発明賞を受賞している。
1つの台車にある2軸のうち、片側の台車枠と軸箱を繋いで輪軸を支える軸箱支持装置は、モノリンク式支持の非操舵軸（固定軸）だが、もう一方の片側は、モノリンク式に操舵リンク機構を取り付けた操舵軸となっている。これは、台車枠と軸箱を繋いで輪軸を支えるモノリンク式のリンクが、リンク機構を介してボルスタ（枕ばり）と台車枠に繋がっており、曲線走行時に、ボルスタと台車の間で相対的なボギー変位が発生して、その変位をてこの原理を使用したリンク機構により輪軸に伝達され、輪軸をレールの外軌側（カーブでの外側のレール）へ移動させるとともに、曲線内側の車軸の軸距を短く、曲線外側の車軸の軸距を長くして、車輪をレール方向に沿わせることができる構造となっており、曲線通過時において約30%の横圧の低減され、曲線通過をスムーズするとともに振動・騒音の低減を図っている。
このために主電動機は先頭車前位寄りを除いた車端側の全ての非操舵軸（固定軸）に搭載されており、車体中心側の操舵軸側は全て付随軸となっている。これは、曲線での出入部分での軸重が変動しやすい車端側を非操舵軸とすることで、軸重を増して輪軸抜けを防止するためであり、この関係で車種上は全電動車 (6M) だが、先頭車は4軸のうち連結面寄りの1軸、中間車は4軸のうち各連結面寄りの1軸（1両2軸）が動力軸となっている。このことから動力軸と付随軸の割合は10:14となり、実質的なMT比は2.5M3.5T(=5:7)相当になっている。
また、基礎ブレーキについては非操舵軸（固定軸）は一般的な踏面ブレーキ方式（ユニットブレーキ）だが、操舵軸はディスクブレーキ方式とされ、合わせて踏面清掃装置が設けられている。このほか、車両留置時における手歯止め取り付け作業を軽減させるため、先頭車の前位寄り台車の操舵軸（ディスクブレーキ）には駐車ブレーキを設置している。

### ブレーキ制御
本系列のブレーキ制御は従来の車両と異なる各軸個別制御システムを採用した。従来の東京メトロの車両（近年の新造車）では1台車単位でブレーキ制御を行っていたが、本系列では1台車内に2種類の基礎ブレーキ（ユニットブレーキの非操舵軸（動力軸）とディスクブレーキの操舵軸（付随軸））があり、構造の異なる2種類の基礎ブレーキは同一の制御ができないため、各軸個別でブレーキ制御を行う必要性があるためである。そのため、ブレーキ装置の数が増えており、車両の長さが短く床下空間が制限される小さな車両に納めるため、ブレーキ装置は小形のものを採用している。
また、本系列は車体が小形なために艤装スペースが少ないことから、新規に開発した各軸制御が可能な超小形のブレーキ受信装置一体形ブレーキ作用装置を各車2台搭載することとした。ブレーキシステムは回生ブレーキの有効活用を図るため、遅れ込め制御を導入しているが、本系列の複雑なM・T軸の配置から16000系で採用した車両制御情報管理装置 (TIS) を用いた編成統括回生ブレンディング制御を採用している。
これはTISにより、編成全体で回生ブレーキの合算と不足演算を行い必要なブレーキ力を算出して、編成全体での回生ブレーキでもブレーキ力が不足する場合では空気ブレーキで補足をするものであり、ブレーキ作用装置に指令を送ることで、全ての操舵軸（付随軸）でブレーキ力を補足させるものである。

## 増備車両
次車分類は以下のとおり。
- 1次車（第01編成）
- 2次車（第02 - 第20編成）
- 3次車（第21 - 第38編成）
- 4次車（第39・40編成）- 特別仕様車

2次車以降
2013年（平成25年）5月から2014年11月にかけて導入された。 補助電源装置としては、世界で初めてハイブリッドSiC（炭化ケイ素）素子（素子容量 1,700 V - 1,200 A ・2レベル）を使用した静止形インバータ（SIV）を採用した。IGBT素子を使用した1次車（第01編成）と比較して電力損失を30%、体積を20%、質量を15%低減させ、小型軽量化、省エネルギー化、低騒音化が図られている。
3次車以降
2015年（平成27年）4月から2016年（平成28年）10月にかけて導入された。 車内照明は蛍光灯と同等の4000Kに変更され1％刻みで照度を調光できる調光機能を追加した。VVVFインバータ装置はインバータの素子にハイブリッドSiCを適用したほか、PMSMおよびフィルタリアクトルもいっそう高効率化させ、社内試験では1,2次車と比較して、力行電力量が3.9％低減、回生電力量が3.0％向上したことを確認した。更に、高効率化を実現するため、速度の上昇に応じて、磁石磁束を打ち消すように電流を流すことで鉄損を抑制し、銅損と鉄損の総和が最小となるように制御する「最高効率制御方式」を開発し適用した。
主電動機はフレームレス構造を採用し、固定子内に発生する鉄損を低減、固定子コイルの断面積を大きくして、1次巻線抵抗を小さくすることで銅損を低減、電磁解析にて回転子の磁石形状や磁石配置を最適化したものに変更された。1時間定格における規約効率は98％となり、2次車までの主電動機と比較して約0.9kW損失を低減した。1時間定格は電流のみ198Aから202Aに変更されている。
ATO装置は将来のホームドア設置により制御の冗長性を考慮する必要が有ることと、定点停止については保安装置と位置づけられるATOへの将来の拡張性も考慮することから2重系構成としている。ブレーキ装置は対雪（耐雪）ブレーキを搭載し、1次車と2次車についても搭載される予定。
2015年度に製造される第31編成からは、停電時に最寄り駅まで自力走行できるように列車駆動用非常用バッテリーが新造時より搭載されており、それ以前に導入された30編成についても別途搭載工事を実施され2018年4月に全編成の設置が完了した。
車内のLCD画面については、第34編成以降は3画面構成となり、これ以前の車両についても2016年（平成28年）9月から3画面化への改造の実施が進められた。

### 特別仕様車

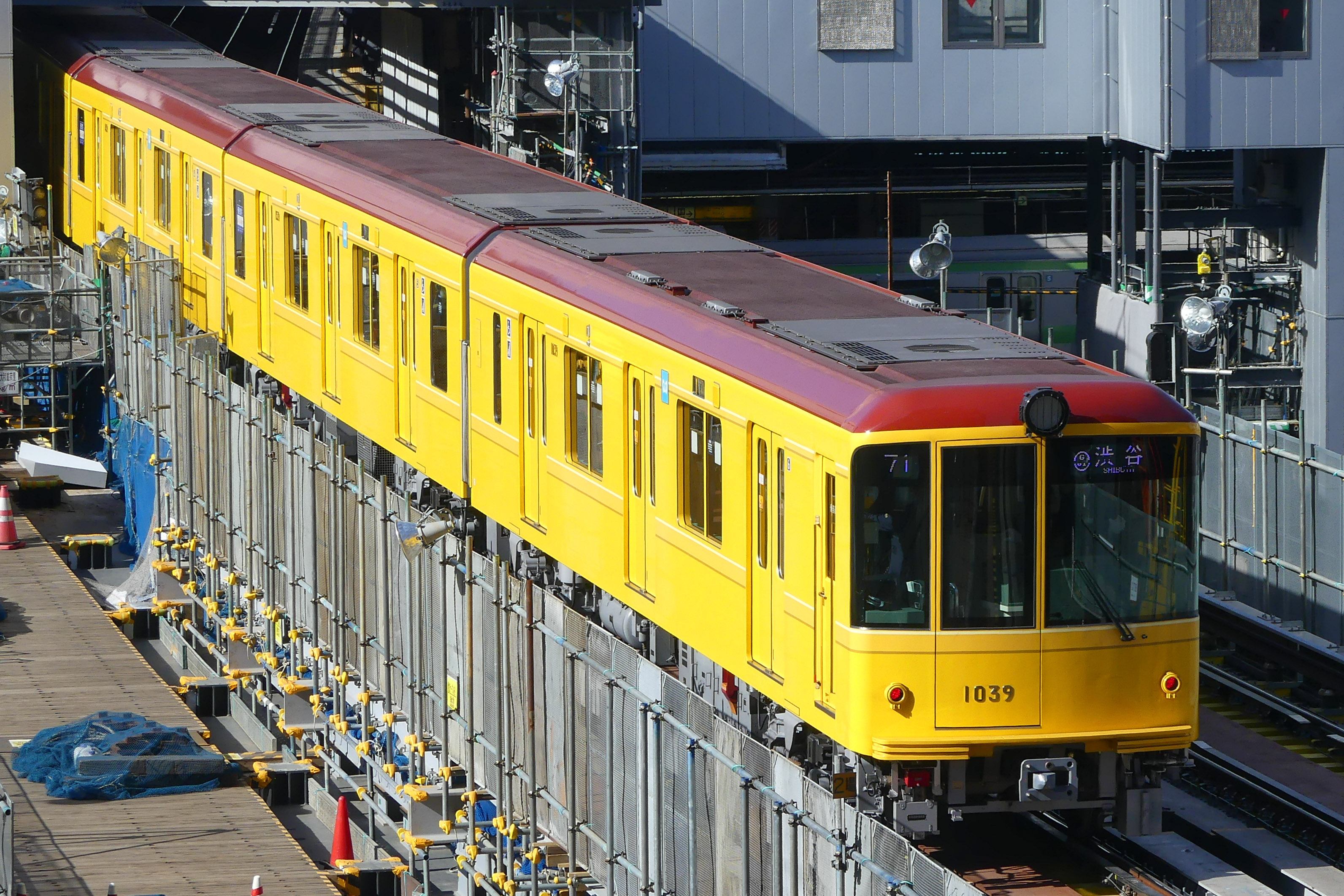
第39編成（渋谷駅 - 表参道駅間）

2017年（平成29年）に運行を開始した最終増備車2編成（第39・40編成）は、地下鉄開業90周年に合わせて内外装を変更し、さらにレトロなイメージを強調してイベント列車等で運行する際のギミックを盛り込んだ特別仕様で製造されることとなった。
- 外装：前照灯が2灯から1灯に変更され、尾灯も形状が変更された[34]。ラッピングも旧1000形で補強部材として用いられていた窓周りのウィンドウ・シル/ヘッダーを模したデザインが施されており、塗色と塗色範囲が変更された[34]。
- 内装：木目の化粧板・緑色のシートモケット・真鍮色の手摺り・リコ風の吊り革等、銀座線開業当初の旧1000形をイメージした色合い・形状に変更[35]。
- ドア横（戸袋部分）にデジタルサイネージを追加[36]。
- 室内天井灯のLED照明を電球色に切替える調色機能に変更されるとともに側面に予備灯が追加された[37]。イベント時にはLED照明を電球色に変更するとともに、ポイント通過時において室内天井灯の消灯と予備灯の点灯（1993年まで運行された旧型車両で生じた瞬間停電現象）を搭載されたTISを介して再現される[37][注釈 7]。

2016年（平成28年）11月26日 - 27日にかけて、第39編成が製造元の日本車輌豊川製作所から甲種輸送され、翌2017年（平成29年）1月11日に報道関係者への報道公開が行われた。その後、1月17日より営業運転を開始している。さらに、2017年（平成29年）2月18日 - 19日にかけて第40編成も甲種輸送され、3月12日より営業運転を開始した。

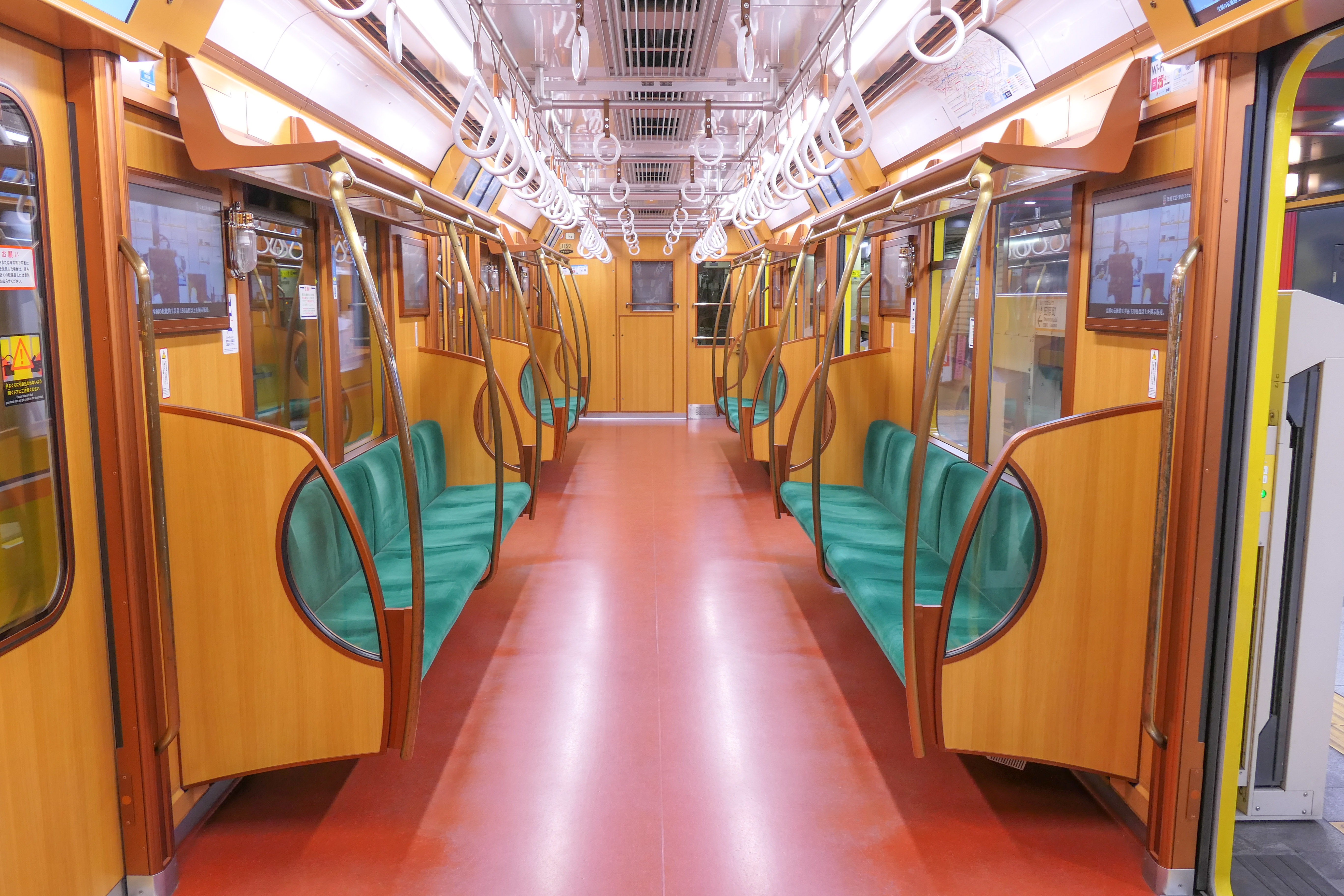
第39編成の車内
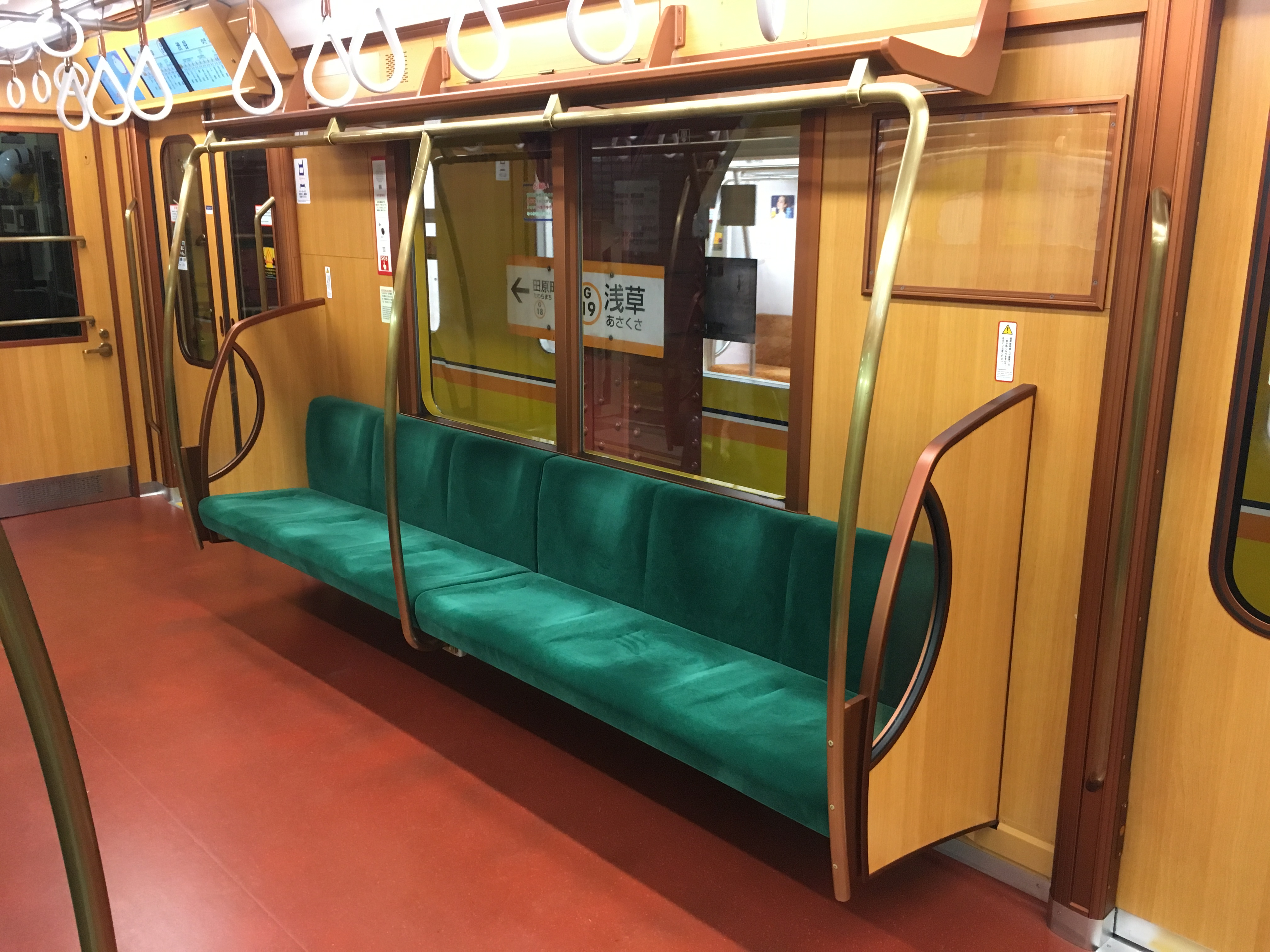
座席（6人掛け）
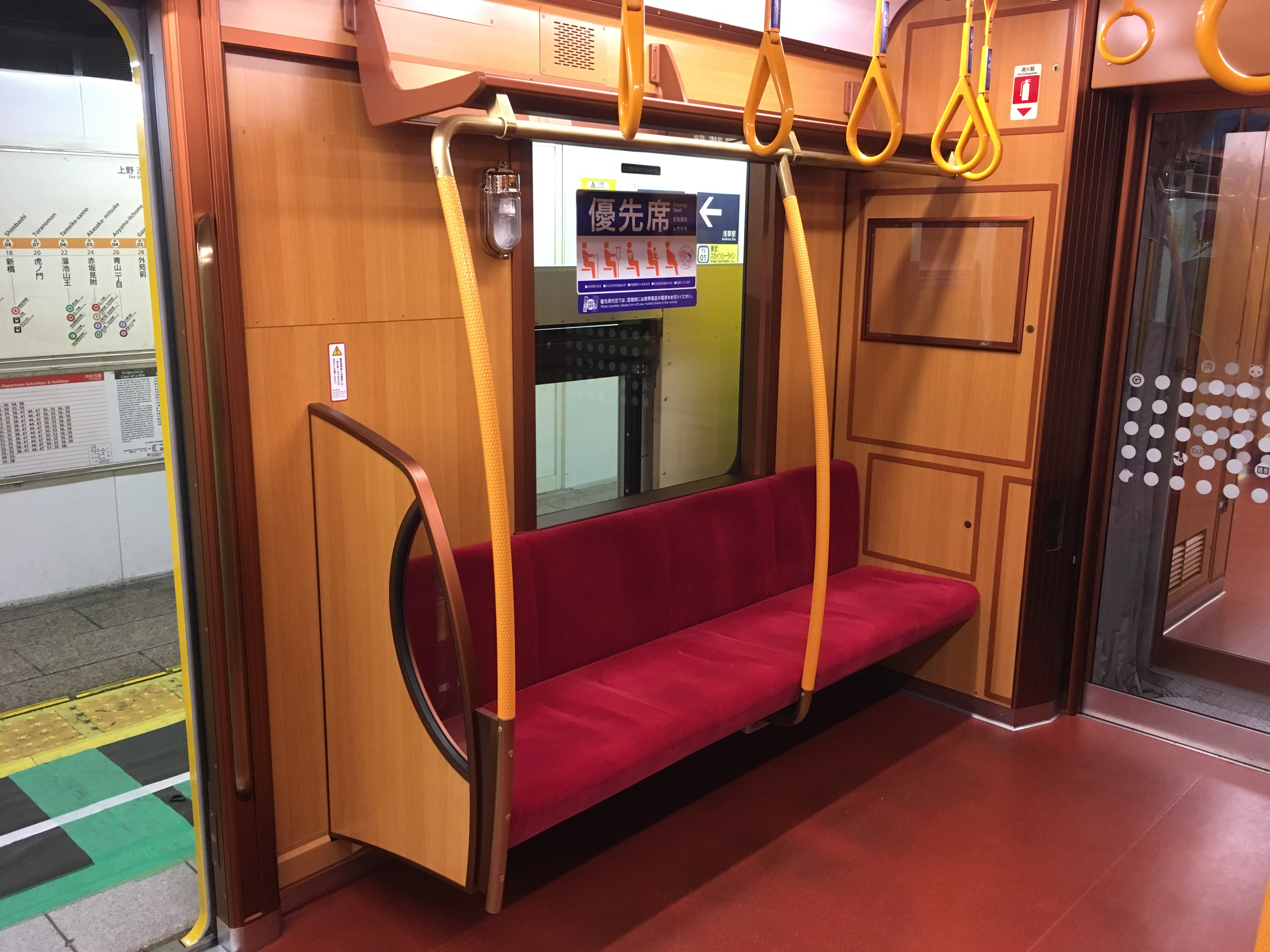
優先席（4人掛け） 窓の左側にあるのが予備灯

## 編成
|                       | ← 渋谷駅浅草駅 → | ← 渋谷駅浅草駅 → | ← 渋谷駅浅草駅 → | ← 渋谷駅浅草駅 → | ← 渋谷駅浅草駅 → | ← 渋谷駅浅草駅 → |
| 号車                  | 1                | 2                | 3                | 4                | 5                | 6                |
| 形式                  | 1100形           | 1200形           | 1300形           | 1400形           | 1500形           | 1000形           |
| --------------------- | ---------------- | ---------------- | ---------------- | ---------------- | ---------------- | ---------------- |
| 区分                  | CM1              | M1               | M1'              | M2               | M1               | CM2              |
| 搭載機器              | SIV BT           | VVVF             | VVVF CP          | SIV BT           | VVVF             | CP               |
| 動輪軸                | ○○ ○●            | ●○ ○●            | ●○ ○●            | ●○ ○●            | ●○ ○●            | ●○ ○○            |
| 車内設備              | 車椅子スペース   | ()               | ()               | ()               | ()               | 車椅子スペース   |
| 定員 （）内は座席定員 | 93 (28)          | 106 (40)         | 106 (40)         | 106 (40)         | 106 (40)         | 93 (28)          |

凡例
- VVVF: VVVFインバータ装置
- SIV: 補助電源装置（静止形インバータ）
- CP: 空気圧縮機
- BT: 蓄電池
- 動輪軸: ●＝動軸、◯＝付随軸
- : 車椅子/ベビーカースペース[注釈 8]

1000形は当初「1600形」としていたが、2015年6月から同年7月にかけて改番が行われた（21編成までが対象で、22編成以降は1000形として製造）。また、1001 - 1021、1122 - 1130、1231 - 1240の各車両はかつて東京地下鉄道の各形式で使われた車番であるため、2代目にあたる。

## 銀座線での運用

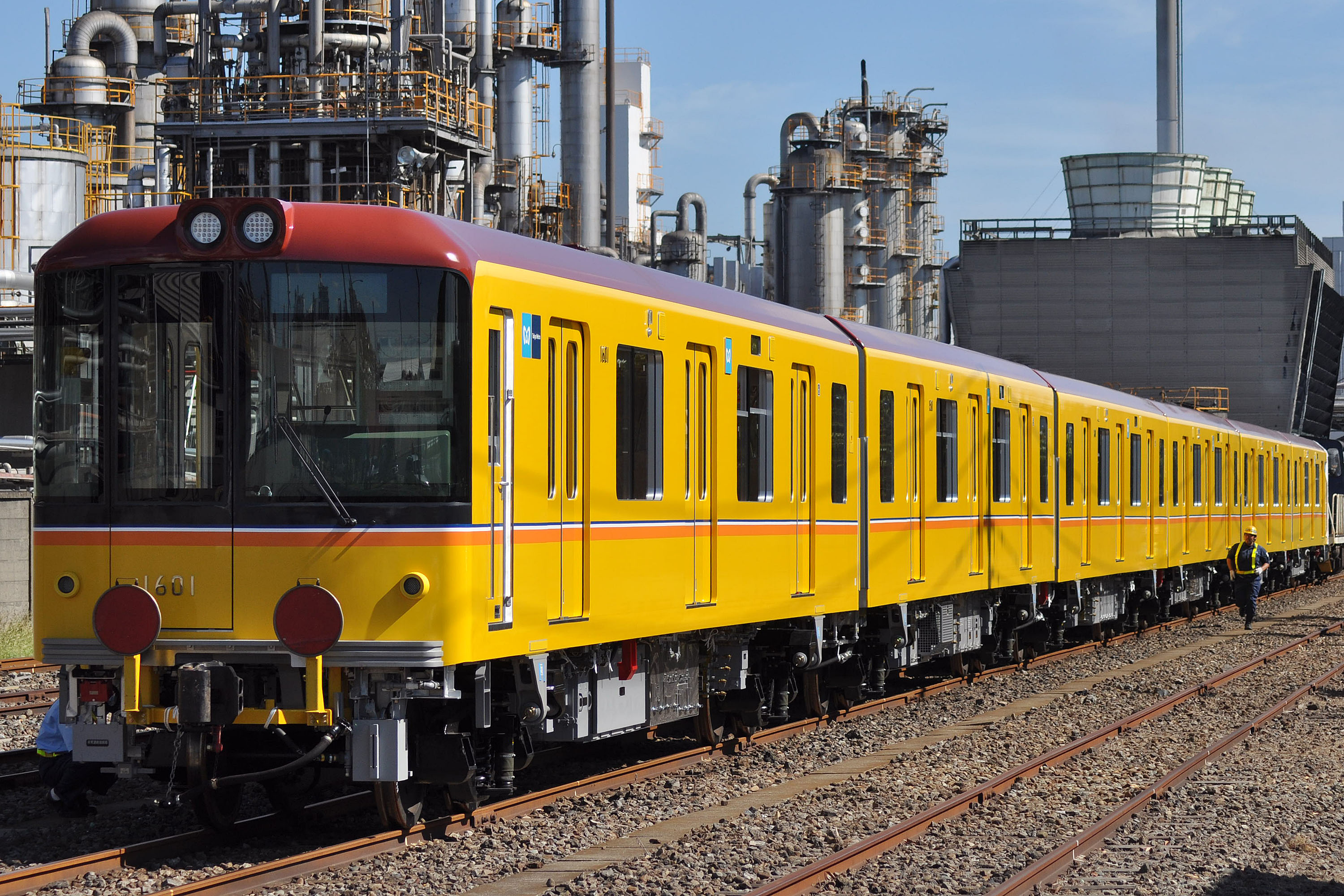
甲種輸送中の1000系第01編成
先頭の1601号は現在の1001号

2011年度に試作車両として第01編成を日本車輌製造にて製造し、同年9月17日より同社から甲種輸送により川崎貨物駅まで輸送された。同駅からはトレーラートラックによる陸送により、中野車両基地に搬入した。
搬入後の2011年（平成23年）10月からは各種性能確認試運転および乗務員訓練を実施してきた。その後2012年3月31日には鉄道友の会会員対象の試乗会と撮影会が、4月4日・4月7日には沿線住民や小学生以下の子供と家族を対象とした試乗会が行われた。その後、本系列は2012年4月11日から営業運転を開始したが、営業運転開始日には浅草駅において出発式が実施され、テープカットや出発合図などのイベントが開催された
2013年（平成25年）10月12日には、鉄道友の会ブルーリボン賞の授賞式が中野車両基地で行われた。受賞を記念して、ブルーリボン賞受賞記念プレートが車番プレートと一緒に先頭車の運転席後ろの仕切り壁の上部（客室側）に取り付けられた。また、車両前面には受賞記念のヘッドマークステッカーが、また側面と車内のLCD式車内案内表示器付近にブルーリボン賞受賞記念のステッカーが貼られた。

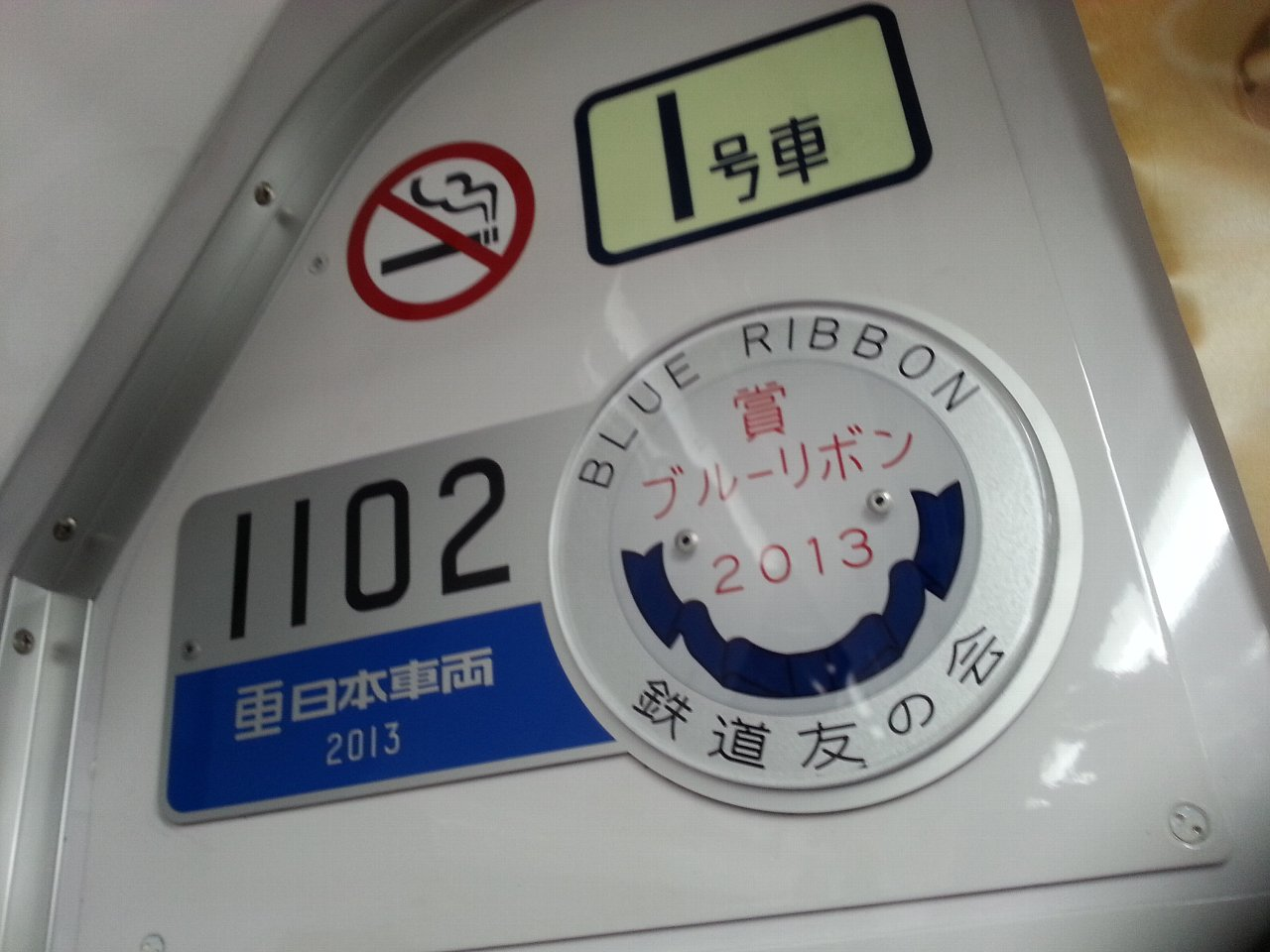
車番プレートと一緒に取り付けられた2013年（第56回）ブルーリボン賞受賞記念プレート（写真は02編成1102のもの）

当初計画では2014年（平成26年）度から2016年（平成28年）度にかけて残る28編成を導入し、銀座線の全営業車両を01系から本系列に置き換える予定であった。この予定計画では本系列は6両編成38本（228両）全車両が日本車輌製造で製造される予定となっていた。
東京メトロプラン2018によると計40本（240両）が製造され、01系時代よりも2本多くなる。これはホームドア設置で停車時分が拡大され、それによってスピードダウンとなる分運用編成数が増えるためである。
2017年10月28日から翌2018年（平成30年）1月下旬までの期間、1000系全編成の両先頭車両前面と側面に90周年記念のロゴマークを掲出して運行した。また、2017年11月6日より、特別仕様車の第39・40編成については、90周年記念ロゴマークの他に、6両全車の側面に東京地下鉄道の社章を掲出していた。

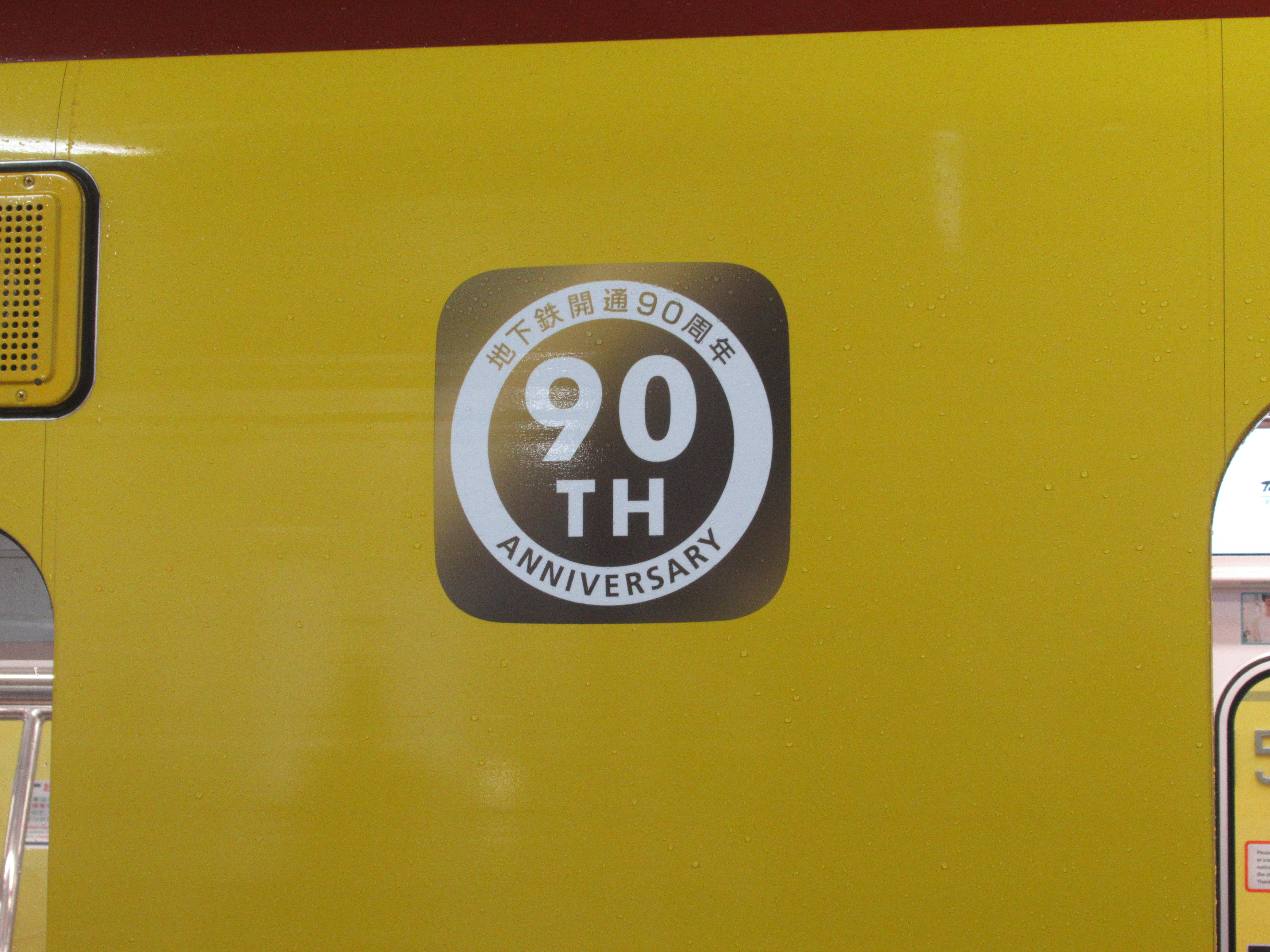
地下鉄開業90周年記念ロゴ
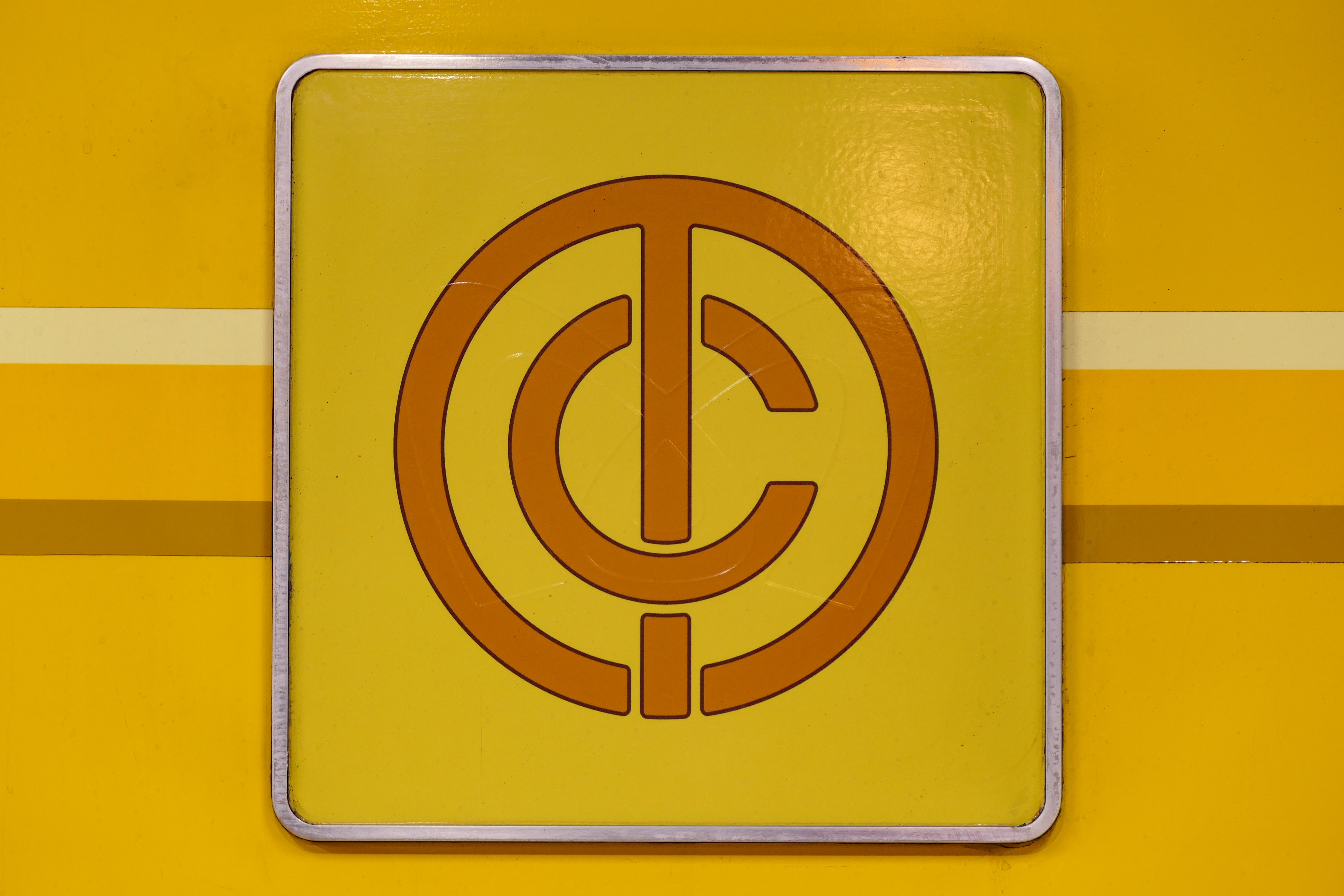
東京地下鉄道の社章
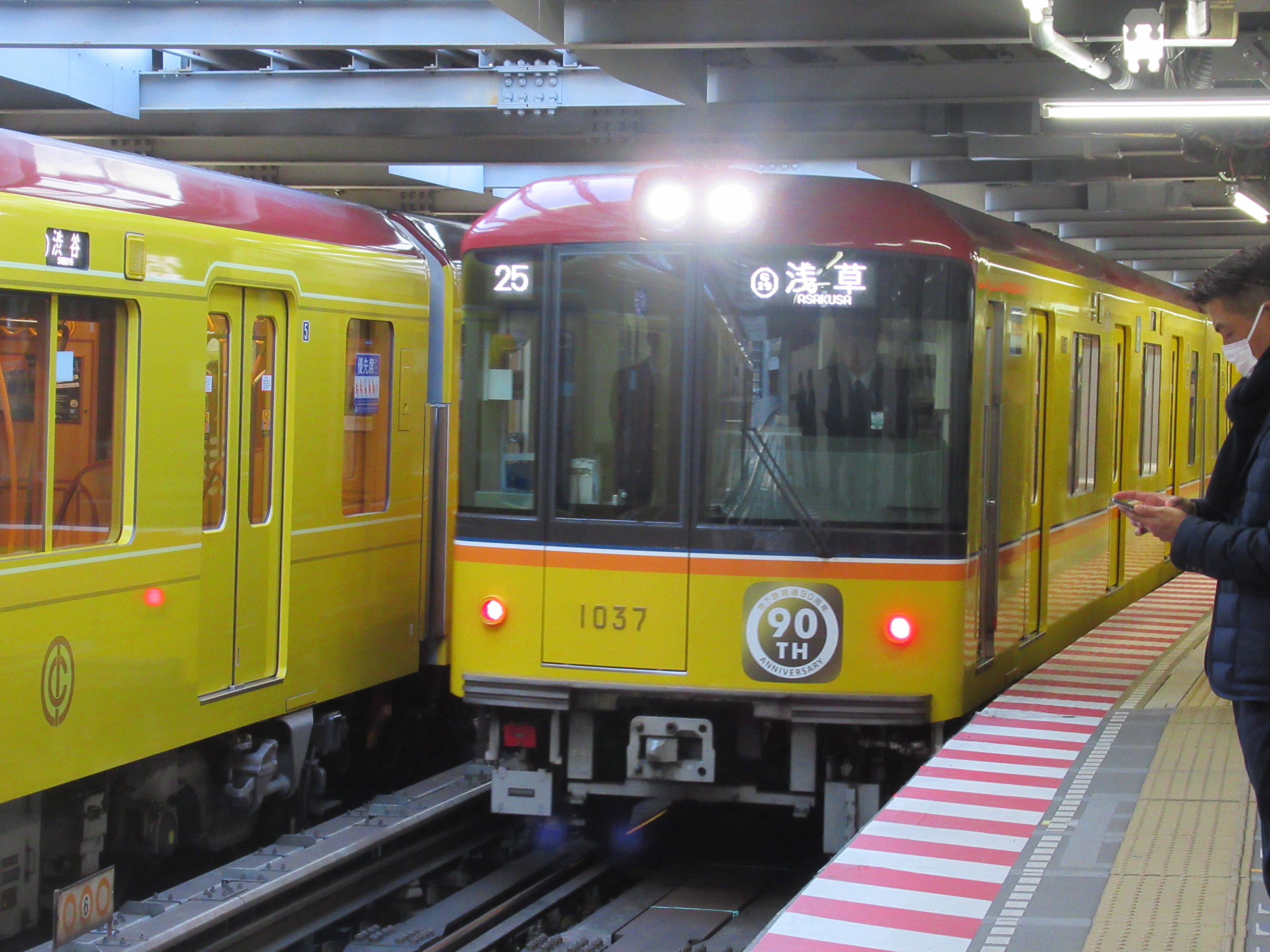
記念ロゴを掲出した一般車 左隣は特別仕様車
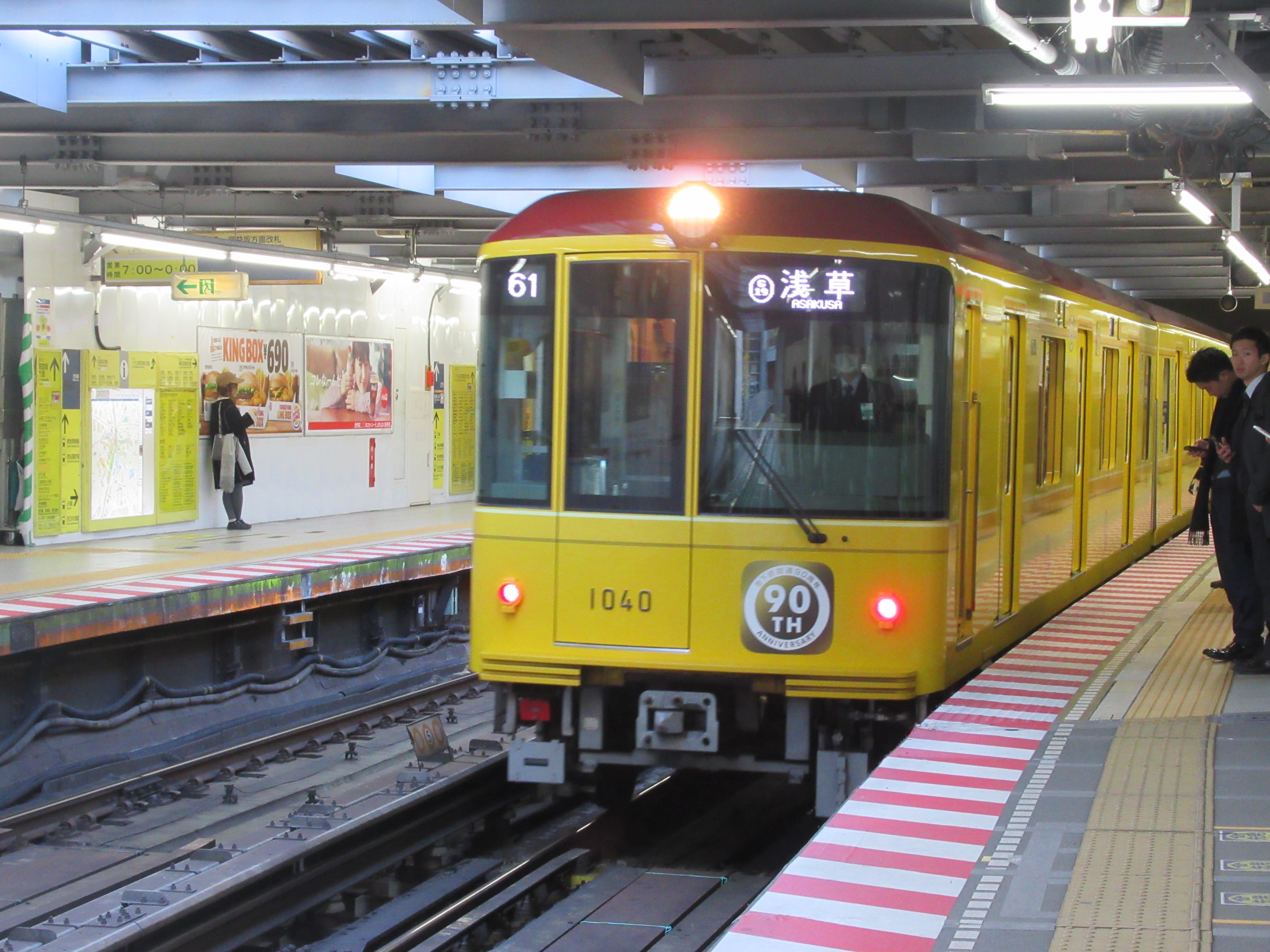
記念ロゴを掲出した特別仕様車